# 吉田義男
吉田 義男（よしだ よしお、1933年7月26日 - 2025年2月3日）は、京都府京都市中京区出身のプロ野球選手（内野手、右投右打）・コーチ・監督、野球解説者、野球評論家、タレント、甲子園歴史館の運営会議顧問であった。
現役時代は「今牛若丸」と称され、華麗かつ堅実な守備で知られた守備の達人であった。引退後は3度にわたって阪神タイガースの監督を務めた。阪神を初めて日本一に導き、また阪神の監督を3度経験した唯一の人物である。
ニックネームは「よっさん」。1989年から1996年まで野球フランス代表監督を務め、「ムッシュ」とも呼ばれる。甥の谷真一も近鉄バファローズの元プロ野球選手。

## 経歴

### アマチュア時代
1946年、旧制中等学校の京都市立第二商業学校に入学。京都二商は1947年春、同年夏、1948年春と3期連続で甲子園に出場し、1948年春は準優勝の成績を残したが、下級生の吉田は補欠だった。しかし、京都二商在学中から名古屋金鯱軍監督だった岡田源三郎や、阪急ブレーブスの浜崎真二監督にその才能を認められるなど、プロから注目されていた。
学制改革により、京都二商は1948年4月1日に新制高等学校の京都市立西陣商業高等学校となった。なお、旧制中等学校3年生は新制高等学校の併設中学校3年生となる。この年、吉田は血尿が出てドクターストップがかかり、しばらく野球から離れることとなった。また、同年10月1日をもって西陣商が廃校となることが決まり、同日をもって京都府立山城高等学校の併設中学校に編入学した。浜村淳・山城新伍・釜本邦茂・元毎日放送アナウンサーの野村啓司は高校の後輩である。
高校1年生となった1949年4月にはまだ復調せず、同年6月の野球部入部となった。高校2年次の1950年夏に遊撃手として山城高校初の甲子園出場を果たしたが、1回戦で北海高等学校に敗退。1年上のチームメイトに捕手の川本浩司（大映スターズ）がいた。高校3年次の1951年夏は、京津大会京都予選決勝で清水宏員、上市明（大映スターズ）のバッテリーを擁する平安高等学校に0-4の完封負けを喫し、敗退した。
山城高校卒業後は立命館大学に進学し、1年生からレギュラーとして活躍。しかし1953年に中退し、阪神タイガースに入団。大学時代の野球部同期に西尾慈高投手がいるが、のちに中退し阪神入団。他の同級生には俳優の長門裕之がいるが長門も中退している。
阪神入団の経緯は、阪神スカウト・青木一三からの勧誘で、殺し文句は「藤村富美男さんが『君なら絶対プロでやっていける』と言っている」というものだった。しかしこの話は青木の創作で、藤村はおろか阪神の他の選手の誰も吉田のことは知らなかった。なお、真偽は不明だが報告を聞いて立命館時代の吉田に興味を示した阪急の浜崎真二監督が、吉田の体格を聞いた途端「そんな小柄な選手が採れるか」と一蹴したという逸話があり、浜崎の身長が小柄な吉田より、さらに約10cmも低かったことからユーモラスな挿話として有名になった。

### プロ入り後
阪神では俊足巧打・好守の遊撃手として、1年目の1953年から16年間不動のレギュラーとして活躍する。同年は規定打席（リーグ18位、打率.267）に到達し、新人遊撃手として100安打を達成。1954年には初の盗塁王を獲得、1955年には初のベストナインに選出され、1957年にはリーグ3位の打率.297を残す。またこのシーズンで後のジャイアント馬場こと巨人軍投手であった馬場正平とも戦っている。
1962年のリーグ優勝に貢献し、東映フライヤーズとの日本シリーズでは全7試合に一番打者として先発出場。第1戦で延長10回にサヨナラ二塁打、第7戦では4安打を放つなど活躍。34打数16安打5打点の好記録を残し、敢闘選手に選出された。
1964年にはリーグ3位の打率.318を記録、生涯唯一の3割越えを果たす。また179打席連続無三振を達成（1975年に小川亨に更新されるまでプロ野球記録）するなど、チームのリーグ優勝に大きく貢献した。同年の南海ホークスとの日本シリーズでも全7試合に一番打者として先発するが、27打数6安打1打点とあまり活躍の場はなかった。
1967年には開幕から藤田平に定位置を譲り二塁手に回る。1969年はコーチを兼任し、後継である藤田の台頭を見届け、同年をもって現役を引退し、コーチも退任。吉田は「その気になれば、まだ選手としてやれたかもしれない。事実、人を介して非公式に他チームから打診もされた。だが、私はやはり、阪神以外のユニホームを着る気にはなれなかった」と著書に記している。球団にも残らなかった。これについて吉田は、秋季キャンプで球団社長の戸沢一隆から村山実の監督就任を告げられた際に「村山に協力してほしい」と要請されたが、後日球団事務所で戸沢から引退を勧告されたと記している。この際、チーム内に村山と吉田の「派閥」があったことを彼ら自身は否定しているが、江夏豊の証言や政岡基則の著書では選手の側にはそれがあったとされている。
現役時代の背番号「23」は吉田の引退後につけた選手は1人もなく、1987年に阪神の永久欠番となった（後述）。
なお、1965年に記録した12打点は、2リーグ制以降で規定打席に到達した選手では最少記録となっている。

### 現役引退後
引退後はフジテレビ・関西テレビ解説者（1970年 - 1974年）を務め、当時フジテレビアナウンサーであった岩佐徹とはその後も親交が深く、何度も野球中継で解説者・実況の間柄で共演を果たしている。この時期、今上天皇（当時：10 - 11歳、浩宮）がプロ野球を観戦した際（1970年の日本シリーズ第3戦、1971年の日本シリーズ第4戦及び同年のロッテ-阪急戦）、解説役として同席した。天皇が即位した2019年5月のインタビューによると、最初の日本シリーズ時に浩宮は吉田がファウルを捕球することを期待しており（グローブ持参を申し渡されていた）、「ショートを守っている時よりも緊張しました」と当時を回想している。
解説者時代の1970年 - 1974年に西宮市の門戸厄神でステーキ店「モンド」を経営した（経営難のため閉店）。1970年、阪急ブレーブスの監督だった西本幸雄が直接来店して内野コーチに誘ったが固辞し、その後西本が近鉄バファローズの監督だった時期にもコーチの話があった。中日ドラゴンズからもコーチのオファーが来たが、「『今度ユニホームを着るときも、阪神で』という気持ちがどこかにあって、申し訳ないが全てお断りした」と記している。
引退後の一時期、日本楽器の臨時コーチを務め、後に阪神に入団する榊原良行を指導している。
2度目のフジテレビ・関西テレビ解説者時代の1978年 - 1984年はプロ野球ニュースの解説を担当していた。

### 監督時代
1975年から1977年、1985年から1987年、1997年から1998年の3期にわたり阪神の監督を務めた。1985年には阪神を21年ぶりのリーグ優勝と球団史上初の日本一に導いた。詳細は後節を参照。

### 監督退任後
第2次監督退任後の1988年、知人の山崎茂樹（同和火災本社企業部長）を通じて京都・上七軒の料亭で日立製作所フランス社長の浦田良一を紹介される。熱狂的な阪神ファンで日仏交流に情熱を注ぐ浦田の熱意に口説き落とされ、1989年に渡仏。
クラブチーム・パリ大学クラブ技術顧問（1989年）→監督（1990年 - 1993年）、フランス代表監督（1990年 - 1995年）を務め、仏スポーツ専門紙「レキップ」には「プチ（小さな）サムライ」と紹介された。在任中の1992年には野球殿堂入り。
生活費以外は持ち出しになるのを覚悟の上で、1989年暮れにはパリに小さなアパートを買い、本腰を入れて取り組むための拠点を確保。個人主義の国であるフランスで野球を成り立たせるチームプレーを理解させるのはかなり大変であり、打者は遠くへ飛ばすことしか考えておらず揃ってアッパースイングで、野手は格好良くシングルハンドでしか捕球しなかった。練習開始の時刻を誰も守らず遅れても平然としていて言い訳すらしなかったが、 投手コーチとして参加してくれた新山彰忠と2人で「まあ、今日じゅうに集まってくれたらよしとしようや。郷に入れば郷に従え、やで」と慰め合い、辛抱強く、異国の習慣に付き合うことにした。
言葉も初めは全く分からなかったが、ノックバットがコミュニケーションの道具となり、捕れない所へぎりぎり捕れる所へノックを打ち分けて見せて興味を持ってもらえたほか、自らグラブをはめてダブルプレーのコツを実演して見せる。指導して行くうちに、ゲッツーの楽しみも送りバントなど自己犠牲の重要性も分かってもらえるようになり、バットは水平に、あるいは上から叩きつけるダウンスイングの方が強い打球が飛ぶということも理解された。連日ノックで上達するフランス人とは信頼関係で結ばれていき、新山も打撃練習で1日500球くらい打ちやすい球を投げて神様のように感謝された。
正式にフランス代表の指導を始めると、両翼89.8m、内野に芝生を張ったペルシング球場も完成し、古巣・阪神はじめ日本の各球団から練習用ボー ルの提供も受けた。浦田やエミトラベル社長でパリ大学クラブ理事長の古川秀雄が「少しでもフランス野球の橋渡しに」と骨身を惜しまず、吉田を陰で支えた。
第3次監督退任後、1999年から朝日放送（ABC）の野球解説者、2000年から日刊スポーツの客員評論家を務める。
2001年から始まったプロ野球マスターズリーグで大阪ロマンズの監督を務めていたが、2007年限りで他のチームの監督と共に勇退。
2010年1月25日には、この年3月14日に阪神甲子園球場内にオープンした甲子園歴史館の運営会議顧問に就任した。
2011年7月20日、野球フランス代表監督を務めるなどフランス野球界への貢献を評価され、フランス野球ソフトボール連盟の名誉会員に選ばれた。同日、パリ国立スポーツ博物館で式典が行われた。同連盟の名誉会員は吉田で7人目だが日本人の名誉会員は初めて。

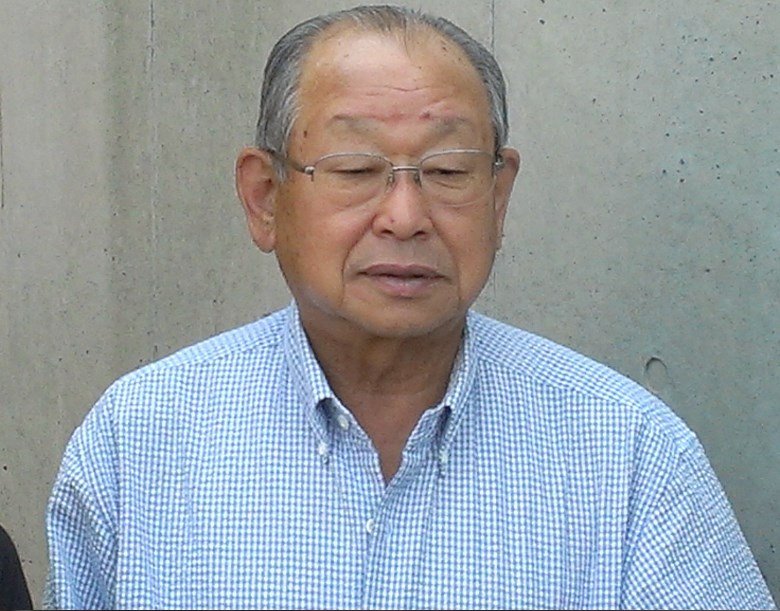
2013年5月17日 阪神鳴尾浜球場にて撮影

同年11月16日には国際野球連盟の五輪復帰委員会の委員に任命され、以後、夏季五輪における野球・ソフトボール競技復活のため精力的に活動した。
2014年、フランスの野球・ソフトボール連盟は吉田が主催の国際大会を創設するにあたり、吉田のフランス野球界への貢献に敬意を込めて大会名を『フランス国際野球大会“吉田チャレンジ”』と命名した。
高齢になったため、2020年代以後は現地での放送での解説担当は極力控えており、事実上のゲスト解説扱いとなっていた。
2023年1月13日、監督時代に活躍したランディ・バースの野球殿堂入り通知式に参加し、ゲストスピーチを行った。同年11月5日、阪神が同年の日本シリーズで自身の第2次監督在任時以来38年ぶりの日本一を達成した際は自宅のテレビでその瞬間を見届けた。日本一決定後、当時監督だった岡田彰布の携帯電話に最初に連絡したのは吉田であったという。
2025年2月3日午前5時16分、脳梗塞のため兵庫県西宮市の病院で死去した。91歳没。2024年11月30日に大阪市内で行われた阪神OB総会にも出席していたが、その後体調を崩して入院していたという。7日に通夜が、翌8日に告別式が行われたが、通夜にはフランス・ソフトボール野球連盟のディディエ・セミネ会長らも通夜に参列するためだけに急遽来日し会場へ駆けつけた。
2025年4月27日の阪神対巨人戦は吉田の追悼試合として行われ、阪神の選手、監督が吉田の現役時代の背番号「23」を背負って試合に臨んだ。

## 監督時代の手腕

### 第1期
最初の監督は金田正泰の後を受ける形で就任し、メジャーリーグのビリー・マーチンに倣って監督としては異例ともいえる背番号1番をつけた。最初の年はライバル巨人が低迷する中、初めて本塁打王を獲得した田淵幸一らの活躍によりシーズン後半まで広島・中日と優勝を争ったが9月に脱落して3位に終わる。球団初の最下位に沈んだ巨人に、16勝9敗1分けと大きく勝ち越した。吉田は掛布雅之と佐野仙好にサードのポジションを争わせた。試合では右投手の時は掛布、左投手に対しては佐野を起用し、8番に入れた。そして、夏場を過ぎた頃、「サードは掛布で固めましょう」という一枝修平二軍守備コーチの進言を入れて、佐野をレフトにコンバートした。就任時に「走るチームにします」という抱負を語ったが、終わってみると2リーグ分裂後では当時最低となる31盗塁という皮肉な一面もあった。シーズン終了後、南海との間で江夏豊の放出を含む大型トレードを敢行した。吉田によると、監督就任時に球団は既に江夏をトレードに出す方針を固めていたが、吉田は再生を期して「結果が出なければトレードを覚悟してほしい」と本人に言い含めた上で残留させた。しかしそのシーズンの成績が振るわなかったことからトレードが決まり、その際に「人事の話はフロントから言う方がいい」という長田球団社長の意向に従って吉田は「トレードのことは知らない」と言い続け、本人に直接伝えることはなかった。この点に関して、吉田は「江夏に申し訳ないことをした。自ら伝えるべきだった」と記している。江夏はこの時の吉田のトレードに対する対応を、現場の最高位責任者が「知らなかった」ですましウソをついたことを長年恨んでいた。江夏は2017年12月22日付の私の履歴書の中で「移籍話は急に出てきたものではなかった。奔放な言動で、球団に迷惑をかけたこともあったかもしれない。75年に就任した吉田義男監督とも、ソリが合っていたとはいえない。だが一番の問題は力の衰えだったと思う。プロは成績が全てだ。自分のなかでは阪神への愛憎が渦巻いていた。人間関係にも疲れ、タイガースを出たいとも思った。半面、タイガースが俺を出すはずがない、という自負もあった。」と回想している。また江夏は1985年には阪神が優勝した際のスポーツ紙の企画で面談した時、「あのときはすまなかった」と吉田から謝罪を受けた。その後も吉田は江夏と顔を合わせる機会ごとに同趣旨の発言を行っている。
守備難であった田淵のサブを求め、太平洋の片岡新之介に目を付けたほか、二軍視察の際に活躍を見た加藤博一を獲得。
吉田は攻撃力を重視する方針を取り、マイク・ラインバックとハル・ブリーデンの2人の外国人選手を獲得した。これに急成長した掛布雅之が加わり、1976年はチーム193本塁打（ブリーデン40本、田淵39本、掛布27本、ラインバック22本など）の当時のプロ野球記録を作る。一方、江夏が抜けた投手陣は交換で獲得した江本孟紀を先発に据えると共に、山本和行と安仁屋宗八の2人を「ダブルストッパー」として抑えに起用した。これらの戦力により、終盤まで巨人と激しい優勝争いを展開し、勝率6割を超えながら最後に2ゲーム差で力尽きた。田淵は1975年に43本塁打打ち、初の本塁打王になったが、半面、守備の方は、肥満のせいで動きが鈍くなり、キャッチングにも粗さが目立ち始め、同年には田淵への守備を巡ってヘッドコーチの辻佳紀と対立し、辻はオフに退団した。吉田によると辻が、田淵の守備を「怠慢だ」とマスコミに対してあからさまに非難したので、「外部に向かって言う前に、本人に注意するように」とたしなめたところ、辻は聞き入れず退団した。
3年目の1977年は終盤に球団ワーストタイとなる9連敗を喫したのが響き、勝率5割を切る（.466。当時の阪神の史上最低勝率）借金8で4位に低迷し、「吉田更迭論」が高まった。マスコミ辞令は現実のものとなり、吉田はあっさり辞めさせられた。東田正義は吉田との確執から32歳の若さで引退した。
江本は引退後の著書の中で、プレーのサインに複雑なものを使わず1種類だけであったことを「阪神へ移籍して最も驚いた」点として挙げ、吉田が試合に負けても敗因や相手の戦術を分析するのではなく「単純に『相手がよく頑張ったから』としか考えていないようだった。この感覚のズレへの違和感は、最後までぬぐえなかった」と記している。
当時の阪神のサインは人差し指1本出したらストレート、人差し指と中指の2本出したらカーブ、指を全部振ればフォークを投げるという、実に単調な決め方であった。あまりに単純な配球のサインの出し方に、江本は田淵に「ブロックサインは、どうなっているんですか?」と聞いた。すると、田淵は「なんだ、それ?」というような表情を浮かべながら、「そんなのウチにはないよ。人差し指を1本立てたらストレート、人差し指と中指の2本立てたらカーブ、薬指まで3本立てたらスライダーという感じで出しているんだよ。出したらピッチャーが投げにくいって言うしね」と答えた。そのため1回しか出さない単純なサインであり、それを聞いた江本は呆気に取られてしまった。あまりにも単純なサインであるにもかかわらず、ある程度は勝っていたため、南海から一緒に阪神に移籍した島野育夫にこのことを話すと、「おい、阪神は南海より強いんじゃないか」と驚くことしきりであった。島野は皮肉で言っているのではなく、本気でそう考えていた。
後の2020年に本人は日刊スポーツの評論家の立場で「田淵を一塁手にコンバートさせていれば田淵の選手生命はもっと伸びていたかもしれない」と指導者としての後悔を口にした。

### 第2期
1985年、2度目の監督に就任。当初阪神が就任を依頼して固辞された西本幸雄と解説者として親交があり、野球観が共通しているというのが球団側の説明した理由であった。吉田は著書で西本からの推薦があったとしている。吉田はチームの潜在力は認めたが、今すぐに優勝争いができるとは考えておらず、初年度は基盤固めを目指す方針であった。チームスローガンは「フレッシュ、ファイト、フォア・ザ・チーム」の頭文字から取った「3F野球」としている。コーチの編成はヘッドコーチに土井淳、投手コーチに米田哲也、打撃コーチは並木輝男、守備コーチは一枝修平、これにすでに在籍している高橋重行、竹之内雅史を加えた。米田は西本の推薦で就任した。春季キャンプ地を当初予定だったハワイ・マウイ島から安芸市営球場に変更し、若手選手を自分の目で確かめたいという信念を貫いた。
ところがチームは三冠王を獲得したランディ・バースを筆頭に4月から猛打を炸裂させて勝ち進み、21年ぶりの優勝という声が6月頃にはファンやマスコミの間で聞かれるようになる。吉田はそうした状況でも試合後のインタビューで「チーム一丸となって、チャレンジャー精神で戦うだけ」と言い続けた。しかし、なかなか「優勝」の2文字を口にしないことに川藤幸三が苦言を呈し、選手に対しては8月下旬になってようやく「優勝しよう」と語ったという。吉田本人によると「「一丸」、「挑戦」、「力を出し切れ」、と当たり前の事を当たり前にやれと言い続けました。いくらマスコミにから促されても絶対に「優勝する」と言わなかったのは、勝負は下駄を履くまでわからないからです。現役時代の1964年1つ負けたら大洋が優勝するという体験をしている。ダブルヘッダーで4試合勝つなど9連勝して奇跡の優勝をするんです。だから「優勝」というのは勝ってから言おうと心に決めてました。」と語っている。
シーズン終盤、優勝のプレッシャーがないかと聞かれて「ほとんどの選手は経験したことないからわからんのと違いますか」ととぼけたこともあった。また優勝マジックが1となった際には報道陣からの「これで王手ですね」「いよいよリーチですよ」との問いに対し「王手とリーチはどう違いますんかな?」と答えて笑わせていた。「阪神フィーバー」が社会現象と言われる盛り上がりの中、10月16日にリーグ優勝、日本シリーズでも西武を退けて、阪神は初の日本一に輝いた。リーグ優勝と日本一のインタビューにおいては「ファンの方々の声援が我々を奮い立たせてくれた」というコメントを連発した。
セ・リーグ新記録となる219本塁打などの猛打が注目される中、犠打も当時のセ・リーグ新記録141、完投能力を持つ選手の少ない投手陣は細かな継投を駆使するなど、このシーズンは豪快さと手堅さを併せ持った采配であった。シーズン終了後に、阪神を優勝に導いた功績により正力松太郎賞を受賞している。
翌1986年は掛布がケガで戦線を離脱する中、バースが前年に続いて三冠王の活躍を見せ、チームは夏頃まで巨人・広島と首位を争ったが脱落して3位に終わる。投手起用を巡ってコーチの米田哲也と対立し、シーズン後に米田は退団した。前回監督時の経験から吉田は解説者仲間からコーチを起用し、「一蓮托生内閣」と称したが、再びコーチが途中で交代することとなった。1987年は2年前の優勝が嘘のような低迷にあえぎ、勝率は球団ワーストの.331、9年ぶりの最下位に低迷し、バースが雑誌のインタビューで監督批判を行う、打撃コーチ補佐の竹之内雅史が吉田と采配などで対立し退団するなど、チームの雰囲気は悪化した。
またマスコミとも険悪になり、試合終了後ロッカールームから出てきた吉田に向けたカメラのフラッシュに嫌気がさし、「傘（を）差したろか?」とつぶやいたコメントが翌日のスポーツ紙には「傘（で）刺したろか?」と歪曲されて報道され、また元チームメイトの話として「吉田は水虫の治療費も監督としての経費としてフロントに請求するような男」と報じるなど、優勝経験監督とは思えない扱いを受けた。このシーズン終了後の10月12日に解任。後任の村山の就任に当たって「祝」という見出しを付けた在阪のスポーツ紙もあった程で、21年ぶりに優勝に導いた監督という功績は十分に顧みられない状況であった。
ただし、球団は退任にあたり吉田の現役時代の背番号「23」を永久欠番に指定し、更に「優勝監督」として3000万円の功労金を出している。吉田は後に、初年度の優勝の影で本来の目的であった基盤作りができなかったことを指摘している。吉田は退任後「天国（優勝）と地獄（最下位）を体験した」として、「一蓮托生内閣」のコーチたちと「天地会」という親睦会を作った。現在はこの2つのシーズンを経験した他の阪神OBも加わっている。

### 第3期
1997年、藤田平が監督を解任され、後任監督をスパーキー・アンダーソンに要請するも「妻との余生をゆっくり過ごしたい」と断られ、球団社長の三好一彦の要請で、退任から10年を経て、3度目の監督に就任。ヘッドコーチは一枝修平、内野守備走塁コーチは平田勝男、バッテリーコーチは木戸克彦が就任。前年オフのドラフトで今岡誠、関本健太郎、濱中治と、後にチームの主軸に成長する野手3人を上位指名した。一方で即戦力補強は思うに任せず、「（ユニホームの）縦縞を横縞に変えても」とFAでの獲得を目指した清原和博には断られ、3億円以上の年俸で獲得したマイク・グリーンウェルは5月3日に来日初出場して5月11日を最後に退団・帰国してしまった。5月17日の対ヤクルト戦ではマイク・ディミュロ審判に抗議してプロ24年目にして吉田は初の退場処分を受けた。6月10日対ヤクルト戦から前中日のダネル・コールズが加わったが、攻撃力向上に中々結び付かなかった。それでも1997年は新本拠地・ナゴヤドームで苦戦した中日の上を行き5位となり、何とか3年連続の最下位は免れた。チーム本塁打は6年ぶりの3桁となる103本に増加し、藪恵壹と湯舟敏郎が2桁勝利を挙げた。オフに中日ドラゴンズと大型トレードを敢行し、久慈照嘉と関川浩一を放出して大豊泰昭と矢野輝弘を獲得した。遊撃手レギュラーであった久慈の放出は今岡誠の出場機会増加を目的としていた。当初は中村武志獲得を希望したが、桧山進次郎放出に電鉄本社から待ったが掛かったため第2捕手であった矢野獲得に方針を切り替えた。ドラフトでは、井川慶や坪井智哉を指名した。打撃コーチに福本豊に声を掛けて、岡田彰布がオリックスから阪神に指導者として復活するいきさつにも関わった。
翌1998年、寅年にちなんで「阪神が優勝した」という仮定の上での優勝会見が、エイプリルフールの4月1日に日本外国特派員協会で開催された。壇上に置かれたコップの中身が水ではなく酒であるなど、あくまでギャグの会見で、吉田自身も「皆様1年間、応援ありがとうございました。こんなに嬉しいことはないです」「優勝したと言えと裏で言われるんですけれども、心が小さい私には、大変難しいんでございますが」「身に余る祝辞を賜りまして、穴があったら入りたい」などとジョークを飛ばし、外国人記者はもちろん日本人にも大受けであった。
1998年はクリーンアップを新戦力デーブ・ハンセン、アロンゾ・パウエル、大豊泰昭に総入れ替えして臨んだ。が、開幕カード対横浜3連戦を3連敗し、続く対中日、対広島戦も1勝2敗と負け越しでスタートした。
4月15日の対ヤクルト戦から正捕手を山田勝彦から矢野輝弘に切り替え、新人の坪井智哉を外野手レギュラーに抜擢し、今岡誠を遊撃手レギュラーで使い続けた。結果、投手陣では藪恵壹と川尻哲郎が2桁勝利を挙げるが湯舟敏郎が骨折で離脱し、新戦力ハンセン、パウエル、大豊が揃って不振で、レギュラー外野手新庄剛志、桧山進次郎が共に.220台の低打率で負の連鎖が止まらず、チーム本塁打が86本と極端な長打力不足に泣かされた。同年チームは最下位に終わり、10月7日に球団臨時株主総会・取締役会によって三好一彦社長の辞任が決定し、吉田も三好の後を追う形で退任した。
第3期の2年はどちらのシーズンも優勝決定戦の相手となる（1997年はヤクルト、1998年は横浜の優勝を目の前で見る屈辱を味わった）。これらの試合は全国ネットで中継され、1997年は16対1の大差をつけられるなど「弱い阪神」を多くの人に印象づける結果になった。一方、人材補強の面では在任中に今岡誠・関本健太郎・濱中治・坪井智哉・井川慶らを育成すると共にトレードで矢野輝弘を獲得。今岡、坪井、矢野は吉田の監督時代にレギュラーとなり、他の選手も退任後に成長して2003年の優勝に貢献した。当時阪神の球団本部長・専務だった野崎勝義によると吉田は監督として最後の編成会議の際に「今のメンバーで核になるような選手はいまへんわ。脇役ばっかりで戦っているようなもんですわ。」と述べたという。吉田の後任監督野村克也も「エースと四番打者は育てられない」と同様の要望を球団に出している。

### 吉田采配の特徴
吉田の監督手腕について、掛布雅之は「守備に攻撃的姿勢を求める」「攻めダルマ」、岡田彰布は打たれた投手を敢えて翌日も同じ打者に勝負させる「腹の据わった監督」と振り返っている。

## プレースタイル

### 守備

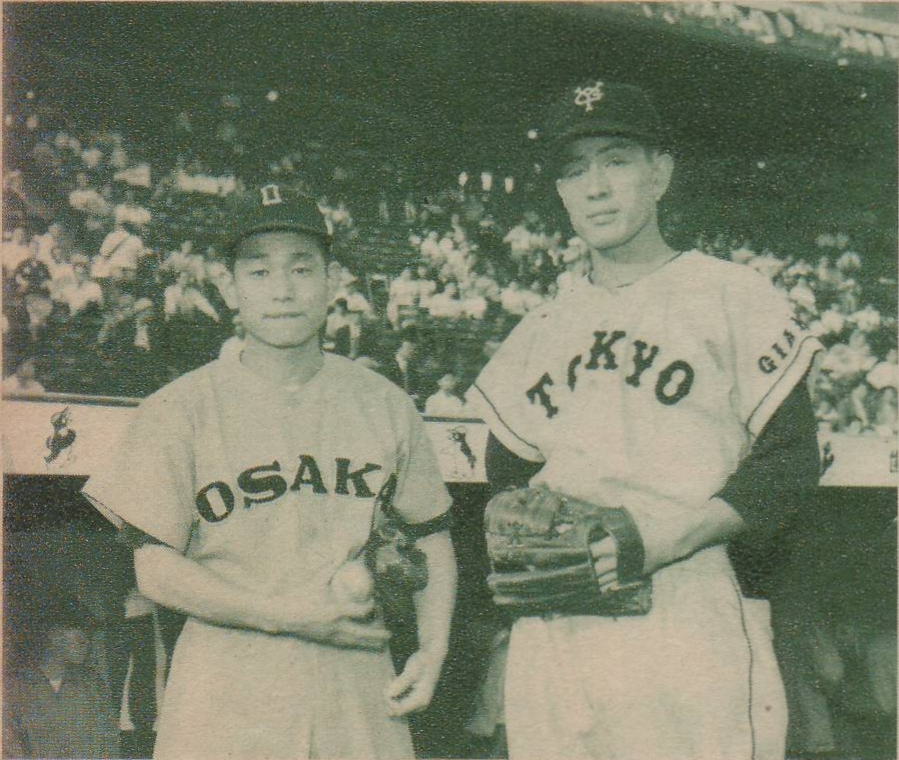
ライバル・広岡達朗と（1956年オールスターゲーム）

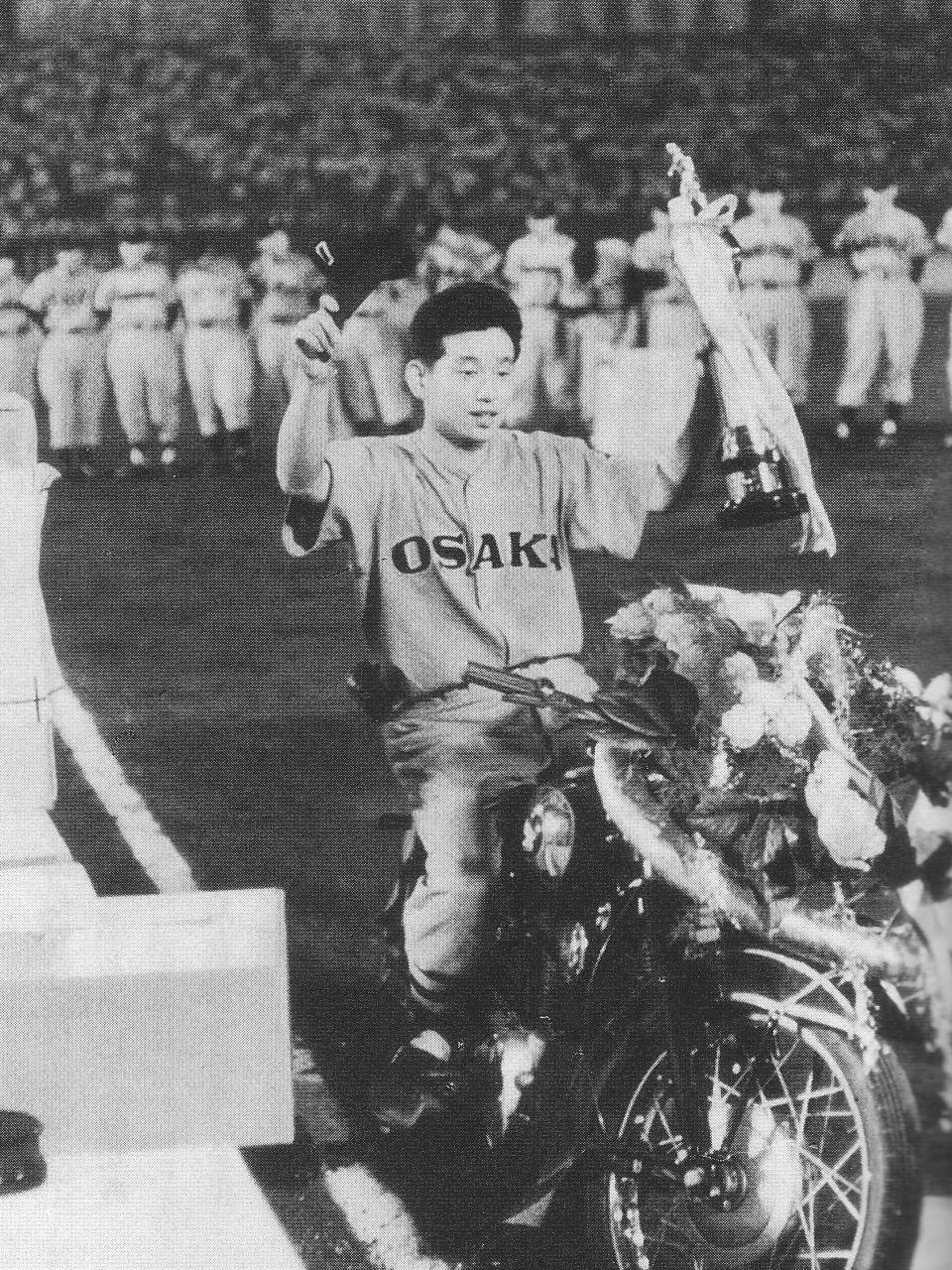
1956年のオールスターゲーム第2戦でMVP獲得

華麗で俊敏な遊撃守備は、「捕るが早いか投げるが早いか」「蝶が舞い蜂が刺す」「史上最高の遊撃手」などの賞賛を受け、その身のこなしから「今牛若丸」と呼ばれた。その守備力は、17年間の現役生活で15度のリーグ最多守備機会を記録し、1試合15守備機会、シーズン94併殺など数々のリーグ記録、日本記録を更新した。1955年の日米野球では全日本チームのメンバーとして出場し、ニューヨーク・ヤンキース監督のケーシー・ステンゲルから「（吉田の守備は）メジャーリーグでも通用する」と称賛を受けている。
若手時代、南海ホークスの遊撃手だった木塚忠助のプレーを見て守備の動きを学んだと語っている。ダイヤモンドグラブ賞（現・ゴールデングラブ賞）設立以前の当時は、遊撃手や捕手についてはベストナインがゴールデングラブ賞の代わりとなっていたが、吉田は9度も受賞している。三塁の三宅秀史、二塁の鎌田実と組んだ内野守備は史上最強と言われた。
「名手吉田」と呼ばれる陰には人知れぬ精進があった。入団初年度は38、2年目も30の失策を記録し、「牛若丸は失策王」とも言われたと著書に記している。入団当初、しばらくはグローブとボールとをいつも手元に置いていた。食事の合間にも、グローブからボールを離す動作を止めなかった。右手の指の感覚でボールの縫い目を瞬時に探す練習であった。こうして、プレー中も捕球からスローイングの敏捷な動作が生まれたのである。その捕球から送球への俊敏な動作は敵打者はおろか、味方の一塁手すらついていけなくなりそうになることがあり、一塁を守っていた遠井吾郎に「もう少しゆっくり放って下さい」と頼まれたこともあるという。しかし、それは猛練習によって身についた動きのリズムを逆に崩すことになり、いくらチームメイトのお願いでも譲るわけにはいかなかったため、走者がいないのにわざわざ二塁へ送球して鎌田から一塁の遠井へ送球していた。それでもギリギリ追いつくかどうかだった。
また、捕球を安定にするためには体の正面で捕球することが大切なことを意識し、「両足とグラブが正三角形の頂点を作る」練習を繰り返した。どんなゴロが来てもグラブを伸ばすのではなく、フットワークを使って正面で捕ることを心がけた。この安定した捕球も送球への動作を崩さないための大切な要素だと語っている。
当時監督だった松木謙治郎は、ボールをグラブにぶつける動作を繰り返したことで手首も強化され、非力だった打力の向上にも役立ったとしている。ただし、キャンプ等で相部屋となった選手は、吉田がボールをグラブに入れる「バシ」という音が四六時中繰り返されるため、閉口したという。
吉田本人は自らの努力も認める一方で「グラウンド（甲子園球場）の状態が良くイレギュラーバウンドも少なかったし、何より小山正明、渡辺省三、村山実などコントロールのいい投手が多かったので守りやすかった」と環境の良さにも敬意を表している。また、投手の投球の性格によって投手の調子が判断できたと語っている。たとえば小山の調子が良い時は速球が走っているため飛球や三振が多く「内野手はヒマだった」という。一方、渡辺省三の調子が良い時は低目に変化球がコントロールされているのでゴロが多く「内野手は忙しかった」と語っている。その逆の場合は「今日は調子が悪いな」という見極めができたという。
巨人の広岡達朗は学生時代から存在を意識した遊撃手のライバルであった。大学入学前に同行した安部球場での練習試合の際、併殺を逃れるためにスライディングした広岡に左すねをスパイクされたことが出会いであったという。広岡は、当時は吉田の華麗な守備と常に比較されたため「（吉田を基準に守備力を評価されたため）甚だ迷惑した」と語っている。後年解説者となった広岡は遊撃手を批評する際には頻繁に吉田の名を挙げ、自分も含めて殆どの内野手は「取ってなんぼ、アウトにしてなんぼ」のレベルだが、吉田は「取ってアウトは当たり前、見せてなんぼ」の選手だったと脱帽している。2人が共に現役にあった間、遊撃手のベストナイン選出は吉田の9回に対して広岡は1回であった。広岡は基本に忠実、正確確実なプレーを信条としたが、これは吉田への対抗意識も多分にあるという。一方、吉田は広岡について「現役時代は私のほうが上だと言ってもらえることが多かったが、監督としては足元にも及ばない」と語っている。ただし、1985年の日本シリーズでは広岡の率いる西武に勝っている。
藤田平が台頭した現役最晩年は二塁手としてもプレーしているが、自身は「私は二塁手は失格ですわ」と語るなど、やや否定的な評価をしている。
他球団の松原誠（大洋）が吉田に守備の教えを乞うたところ、快く応じてくれたという。

### 打撃・走塁
打率こそ高くはなかったが、通算1800本以上の安打を放つなど打撃も優れており、新人年から8年連続でシーズン100安打も記録していた。また、粘り強く、三振が非常に少なかった。確実に進塁打を打つ能力に長けていたため、相手投手に嫌がられた。
同い年で、吉田の現役全期間において同リーグ内のエース投手であった金田正一とは、400打席近く対戦した。金田は「あいつとだけは対戦したくない」と常々口にしていたほどに吉田を苦手にしており（吉田から三振を奪ったのは15回だけである）、金田からプロで初めてサヨナラ本塁打を放った打者も吉田である。2019年の金田の死去に際しては「ぼくは背が低かったが高めのボールが好きで、バットを寝かせて構えた。カネさんが投げ下ろしてくる剛速球が高めにきたところをよく打ちました」と回想し、それでも金田がマウンドから「おいっ、チビっ、打ってみぃ!」と挑発したというエピソードも交え、「永遠のNO・1投手です」と称えた。
4度のリーグ最多犠打、通算264犠打を記録している。このうち通算犠打については、吉田が現役を引退した時には当時のプロ野球記録でもあった（現在のプロ野球記録は川相昌弘の533犠打）。
1954年に51盗塁、1956年に50盗塁で2度の盗塁王に輝いた。阪神では20世紀最後の盗塁王である。1954年のシーズンは20歳で開幕を迎えており、この年齢での盗塁王獲得は2024年時点で日本プロ野球最年少の記録となっている。通算350盗塁は、2009年に赤星憲広が更新するまで40年にわたって阪神の球団記録だった。

## エピソード
- 2度目の監督退任後に渡仏し長きにわたりフランスのナショナルチームを率いた縁で、のち川淵三郎にフランスサッカー連盟の重鎮を紹介した。これでJFAとフランスとの間でコネクションができ、のちに日本代表監督にフィリップ・トルシエが就任するきっかけを作り、さらには2002年の日韓ワールドカップ開催に繋げるなど、日本サッカー界においても多大な貢献をした[80]。
- 朝日放送ラジオ（ABCラジオ）では、吉田が90歳だった2024年3月16日に、「野球!野球!野球! 吉田義男90歳」という2部構成の有料イベントを「ABCラジオ朗読会」としてあましんアルカイックホール・オクトで開催。1世紀近くにわたる吉田の野球人生を、本人の声色を真似た松村邦洋（芸能界きっての阪神ファン）による語りと、『おはようパーソナリティ小縣裕介です』『おはようパーソナリティ古川昌希です』の出演者および中邨雄二・藤崎健一郎による朗読で紹介した。ちなみに、朗読では中学生以降の吉田の役を古川昌希（いずれも出演の時点では朝日放送テレビのアナウンサー）が演じたほか、朗読会の前後（阪神の監督時代に指導していた中西清起や濱中治を交えて阪神の戦力を分析したトークショーなど）には本人も登壇している[81]。

## 詳細情報

### 年度別打撃成績
| 年 度      | 球 団      | 試 合 | 打 席 | 打 数 | 得 点 | 安 打 | 二 塁 打 | 三 塁 打 | 本 塁 打 | 塁 打 | 打 点 | 盗 塁 | 盗 塁 死 | 犠 打 | 犠 飛 | 四 球 | 敬 遠 | 死 球 | 三 振 | 併 殺 打 | 打 率 | 出 塁 率 | 長 打 率 | O P S |
| ---------- | ---------- | ----- | ----- | ----- | ----- | ----- | -------- | -------- | -------- | ----- | ----- | ----- | -------- | ----- | ----- | ----- | ----- | ----- | ----- | -------- | ----- | -------- | -------- | ----- |
| 1953       | 大阪 阪神  | 128   | 492   | 445   | 62    | 119   | 12       | 8        | 2        | 153   | 34    | 22    | 8        | 28    | --    | 18    | --    | 1     | 13    | 13       | .267  | .297     | .344     | .641  |
| 1954       | 大阪 阪神  | 119   | 515   | 432   | 80    | 118   | 16       | 3        | 3        | 149   | 41    | 51    | 13       | 31    | 4     | 46    | --    | 2     | 30    | 15       | .273  | .343     | .345     | .688  |
| 1955       | 大阪 阪神  | 128   | 568   | 523   | 67    | 147   | 24       | 5        | 3        | 190   | 28    | 38    | 20       | 21    | 0     | 20    | 0     | 4     | 23    | 16       | .281  | .313     | .363     | .676  |
| 1956       | 大阪 阪神  | 127   | 545   | 487   | 65    | 141   | 20       | 7        | 8        | 199   | 34    | 50    | 22       | 11    | 0     | 46    | 4     | 1     | 19    | 4        | .290  | .351     | .409     | .759  |
| 1957       | 大阪 阪神  | 111   | 465   | 421   | 60    | 125   | 13       | 5        | 8        | 172   | 32    | 25    | 13       | 3     | 2     | 36    | 6     | 3     | 19    | 5        | .297  | .355     | .409     | .764  |
| 1958       | 大阪 阪神  | 127   | 517   | 455   | 59    | 130   | 17       | 5        | 2        | 163   | 27    | 18    | 10       | 27    | 1     | 32    | 1     | 2     | 13    | 8        | .286  | .335     | .358     | .693  |
| 1959       | 大阪 阪神  | 130   | 522   | 467   | 60    | 127   | 18       | 8        | 5        | 176   | 32    | 13    | 7        | 21    | 1     | 29    | 0     | 4     | 20    | 5        | .272  | .319     | .377     | .696  |
| 1960       | 大阪 阪神  | 126   | 528   | 458   | 60    | 114   | 21       | 9        | 5        | 168   | 24    | 20    | 7        | 22    | 1     | 43    | 3     | 4     | 23    | 11       | .249  | .318     | .367     | .685  |
| 1961       | 大阪 阪神  | 115   | 465   | 412   | 44    | 94    | 13       | 5        | 5        | 132   | 22    | 18    | 5        | 9     | 2     | 39    | 1     | 3     | 20    | 10       | .228  | .298     | .320     | .619  |
| 1962       | 大阪 阪神  | 127   | 527   | 482   | 52    | 126   | 25       | 2        | 3        | 164   | 22    | 22    | 10       | 9     | 1     | 27    | 2     | 8     | 22    | 8        | .261  | .311     | .340     | .651  |
| 1963       | 大阪 阪神  | 120   | 464   | 416   | 50    | 109   | 25       | 4        | 4        | 154   | 31    | 10    | 7        | 4     | 1     | 39    | 4     | 4     | 14    | 1        | .262  | .330     | .370     | .701  |
| 1964       | 大阪 阪神  | 123   | 496   | 434   | 75    | 138   | 20       | 2        | 8        | 186   | 29    | 23    | 7        | 13    | 2     | 36    | 0     | 11    | 17    | 5        | .318  | .383     | .429     | .812  |
| 1965       | 大阪 阪神  | 119   | 435   | 389   | 48    | 103   | 14       | 0        | 4        | 129   | 12    | 20    | 9        | 16    | 0     | 25    | 1     | 5     | 19    | 11       | .265  | .317     | .332     | .649  |
| 1966       | 大阪 阪神  | 103   | 378   | 335   | 39    | 88    | 10       | 3        | 2        | 110   | 20    | 10    | 9        | 11    | 2     | 23    | 1     | 7     | 16    | 6        | .263  | .322     | .328     | .650  |
| 1967       | 大阪 阪神  | 113   | 390   | 351   | 29    | 82    | 7        | 2        | 2        | 99    | 22    | 6     | 10       | 22    | 1     | 13    | 1     | 3     | 20    | 13       | .234  | .266     | .282     | .548  |
| 1968       | 大阪 阪神  | 114   | 357   | 318   | 36    | 73    | 13       | 2        | 2        | 96    | 21    | 3     | 1        | 14    | 1     | 20    | 1     | 4     | 21    | 9        | .230  | .283     | .302     | .585  |
| 1969       | 大阪 阪神  | 77    | 169   | 155   | 14    | 30    | 5        | 0        | 0        | 35    | 3     | 1     | 1        | 2     | 1     | 6     | 0     | 5     | 16    | 4        | .194  | .246     | .226     | .471  |
| 通算：17年 | 通算：17年 | 2007  | 7833  | 6980  | 900   | 1864  | 273      | 70       | 66       | 2475  | 434   | 350   | 159      | 264   | 20    | 498   | 25    | 71    | 325   | 144      | .267  | .321     | .355     | .676  |

- 各年度の太字はリーグ最高
- 大阪（大阪タイガース）は、1961年に阪神（阪神タイガース）に球団名を変更

### 年度別監督成績
| 年 度     | 球 団     | 順 位     | 試 合 | 勝 利 | 敗 戦 | 引 分 | 勝 率 | ゲ ｜ ム 差            | 本 塁 打               | 打 率                  | 防 御 率               | 年 齡                  |
| --------- | --------- | --------- | ----- | ----- | ----- | ----- | ----- | ---------------------- | ---------------------- | ---------------------- | ---------------------- | ---------------------- |
| 1975      | 阪神      | 3位       | 130   | 68    | 55    | 7     | .553  | 6.0                    | 128                    | .252                   | 3.34                   | 42歳                   |
| 1976      | 阪神      | 2位       | 130   | 72    | 45    | 13    | .615  | 2.0                    | 193                    | .258                   | 3.54                   | 43歳                   |
| 1977      | 阪神      | 4位       | 130   | 55    | 63    | 12    | .466  | 21.5                   | 184                    | .267                   | 4.38                   | 44歳                   |
| 1985      | 阪神      | 1位       | 130   | 74    | 49    | 7     | .602  | -                      | 219                    | .285                   | 4.16                   | 52歳                   |
| 1986      | 阪神      | 3位       | 130   | 60    | 60    | 10    | .500  | 13.5                   | 184                    | .271                   | 3.69                   | 53歳                   |
| 1987      | 阪神      | 6位       | 130   | 41    | 83    | 6     | .331  | 37.5                   | 140                    | .242                   | 4.36                   | 54歳                   |
| 1997      | 阪神      | 5位       | 136   | 62    | 73    | 1     | .459  | 21.0                   | 103                    | .244                   | 3.70                   | 64歳                   |
| 1998      | 阪神      | 6位       | 135   | 52    | 83    | 0     | .385  | 27.0                   | 86                     | .242                   | 3.95                   | 65歳                   |
| 通算：8年 | 通算：8年 | 通算：8年 | 1051  | 484   | 511   | 56    | .486  | Aクラス4回、Bクラス4回 | Aクラス4回、Bクラス4回 | Aクラス4回、Bクラス4回 | Aクラス4回、Bクラス4回 | Aクラス4回、Bクラス4回 |

※1 順位の太字は日本一
※2 1975年から1996年までは130試合制
※3 1997年から2000年までは135試合制

### タイトル
- 盗塁王：2回（1954年、1956年）
- 最多安打（当時連盟表彰なし）：1回（1955年） ※1994年より表彰

### 表彰
- ベストナイン：9回（1955年 - 1960年、1962年、1964年、1965年） ※遊撃手部門を9度受賞は歴代最多。6年連続は松井稼頭央に次ぐ歴代2位、セ・リーグ最長
- 野球殿堂競技者表彰（1992年）
- オールスターゲームMVP：1回（1956年 第2戦）
- 日本シリーズ敢闘賞：1回（1962年）
- 日本シリーズ首位打者賞：1回（1962年）
- 正力松太郎賞（1985年）※監督として表彰
- ナンバーMVP賞（1985年）

### 記録
- 初出場・初安打：1953年3月28日、国鉄1回戦（後楽園）で7番・遊撃手で先発出場で3打数1安打
- 初打点：1953年4月16日、洋松6回戦（日生）
- 初本塁打：1953年5月26日、洋松7回戦（西京極）で9回に神田昌男から
- 1000安打：1960年8月31日、対広島23回戦（広島市民）で鵜狩好応から ※史上35人目
- 1000試合出場：1961年4月12日、対広島2回戦（甲子園）で1番・遊撃手で先発出場
- 1500安打：1965年5月2日、対巨人4回戦（後楽園）で3回に高橋明から安打
- 1500試合出場：1965年5月9日、対国鉄3回戦（甲子園）で1番・遊撃手で先発出場
- 2000試合出場：1969年9月18日、対アトムズ23回戦（神宮）、9番・二塁手で先発出場 ※史上2人目
- オールスターゲーム出場：13回（1954年、1955年、1956年、1957年、1958年、1959年、1960年、1961年、1962年、1963年、1964年、1965年、1966年）

### 背番号
- 23（1953年 - 1969年） ※1987年より阪神の永久欠番。
- 1（1975年 - 1977年） ※阪神の歴代監督の中では最も若い背番号。ニューヨーク・ヤンキースのビリー・マーチンへの憧れから
- 81（1985年 - 1987年）
- 83（1997年 - 1998年）

## 関連情報

### 著書
- 『海を渡った牛若丸―天才ショートの人生航路』（ベースボール・マガジン社、1994年 ISBN 9784583031170）
- 『阪神タイガース』（新潮新書、2003年 ISBN 9784106100314）
- 『牛若丸の履歴書』（日本経済新聞社、2009年 ISBN 9784532194901） - 日本経済新聞連載の「私の履歴書」に加筆再構成したもの。

### 出演番組

#### 朝日放送野球解説者時代

##### テレビ
- スーパーベースボール
- 芸能人格付けチェック（朝日放送→朝日放送テレビ）
  - 「一流芸能人」として殿堂入りを果たした。
- 虎バン
  - レギュラーコメンテーターとして2012年度まで出演した後に、2017年度から「スペシャルコメンテーター」として復帰していた。

##### ラジオ
いずれも朝日放送→朝日放送ラジオのナイターオフシーズン限定番組
- 武田和歌子のぴたっと。（2013年 - 2015年度の水曜17・18時台に出演）
- 堀江政生のほり×ナビ（2016年度の水曜18時台に出演）
- 伊藤史隆のラジオノオト（2017年度の火曜18時台に「虎バンパートナー」として出演）
- 吉田義男の虎たまプレミアム→虎たまプレミアム（2018年度から2023年度までナイターオフシーズン限定で放送） - 2019年度までは、放送上「メインパーソナリティ」と扱われていた。
- ABCフレッシュアップベースボール
- ラジオで虎バン!（2020年度から随時出演）
- 祝100年！いとしの甲子園（2024年8月3日、NHKラジオ第1放送）[82]

#### 関西テレビ野球解説者時代
- 野球道（関西テレビ・フジテレビ系列のプロ野球中継における現行統一タイトル〔関西テレビローカルは「プロ野球中継」〕）
- プロ野球ニュース

### CM出演
- 関西みらい銀行